# Nittedal
Nittedal er en kommune i landskabet Ro i Akershus fylke i Norge. Den grænser i nord til Lunner og til Nannestad, i øst til Gjerdrum, i sydøst til Skedsmo, og i syd og vest til Oslo. 
Den var en del af  Viken fylke som blev etableret 1. januar 2020, men opløst fra 1. januar 2024.
Station på Gjøvikbanen. Højeste punkt i kommunen er Blekketjernshøgda der er  613 moh.
Nittedal kommune har ikke en stor centerby, men mange mindre. Hagan er den største af disse og ligger i den sydlige del ved bygrænsen til Oslo. Rotnes ligger i den midterste del af kommunen, mens det i den nordlige del, som også kaldes Hakadal, er Åneby, der er den største af flere småbyer.